# Bảo tàng Feliks Nowowiejski ở Barczewo
Bảo tàng Feliks Nowowiejski ở Barczewo (tiếng Ba Lan: Muzeum Feliksa Nowowiejskiego w Barczewie) là một bảo tàng tiểu sử dành cho nhà soạn nhạc Feliks Nowowiejski, tọa lạc tại số 13 Phố Mickiewicza, Barczewo, Ba Lan. Bảo tàng hoạt động trong cơ cấu tổ chức của Trung tâm Văn hóa và Xúc tiến Cộng đồng Barczewo.

## Lược sử hình thành
Bảo tàng Feliks Nowowiejski ở Barczewo được thành lập vào ngày 15 tháng 7 năm 1961, nhân kỷ niệm 50 năm ngày ra mắt tác phẩm "Rota" tại Công viên Błonia ở Kraków. Trụ sở của Bảo tàng là tòa nhà nơi gia đình nhà soạn nhạc từng sinh sống trước đây. Từ năm 2007, Bảo tàng được đổi tên thành Salon âm nhạc Feliks Nowowiejski ở Barczewo.

## Triển lãm
Bộ sưu tập của Bảo tàng Feliks Nowowiejski ở Barczewo hiện đang bao gồm nhiều kỷ vật của Feliks Nowowiejski: hình ảnh, tài liệu, bản nhạc, bản thảo, các tác phẩm in, và các thứ khác. Ngoài ra, du khách có thể tham quan đồ nội thất ban đầu trong ngôi nhà của gia đình nhà soạn nhạc. Từ năm 2002, Bảo tàng trở thành nơi tổ chức Liên hoan âm nhạc hợp xướng quốc tế Feliks Nowowiejski, và các buổi hòa nhạc, triển lãm khác.

## Giờ mở cửa
Bảo tàng Feliks Nowowiejski ở Barczewo hoạt động quanh năm, mở cửa từ thứ Ba đến thứ Bảy, và cả Chủ nhật (khi có sự sắp xếp trước). Từ tháng 2 năm 2014, Bảo tàng đóng cửa để cải tạo.